# Naoki Yamamoto
Naoki Yamamoto (山本 尚貴?, Yamamoto Naoki; Aichi, 11 luglio 1988) è un pilota automobilistico giapponese, ha vinto tre volte il campionato Super Formula, nel 2013, 2018 e nel 2020. Nello stesso periodo partecipa anche al campionato Super GT, vincendolo nel 2018 e 2020.
Nel 2019 ha corso le prove libere del Gran Premio del Giappone con la scuderia Toro Rosso.

## Carriera

### Super Formula
Naoki Yamamoto è entrato nel campionato Super Formula (allora noto come Formula Nippon) nel 2010 con il team Nakajima Racing motorizzato Honda. Dal 2011 passa al Team Mugen sempre motorizzato Honda, nella stagione 2013 arrivano le prime vittorie e pole e il suo primo titolo nella categoria. Nella stagione 2018 Yamamoto vince tre gare, due a Suzuka e una sul Circuito di Sugo, a fine anno si laurea campione per la seconda volta.
Nel 2019 Yamamoto cambia team, passa al Team Dandelion Racing, alla terza gara, sul Circuito di Sugo del campionato ritrova la vittoria. L'anno seguente vince ancora sul Circuito di Suzuka, il weekend successivo si laurea campione per la terza volta.
Nella stagione 2021 Yamamoto lascia il team Dandelion e passa al team Nakajima Racing, team con cui aveva già disputato i test collettivi al Fuji del 22-23 dicembre. La stagione risulta la peggiore di sempre per il nipponico, non riesce a conquistare nessun podio e chiude 13º in classifica piloti. Nel 2022 continua con il team Nakajima, dopo un inizio deludente ritorna alla vittoria sul Circuito di Motegi davanti a Sacha Fenestraz e Tomoki Nojiri. 

### Super GT

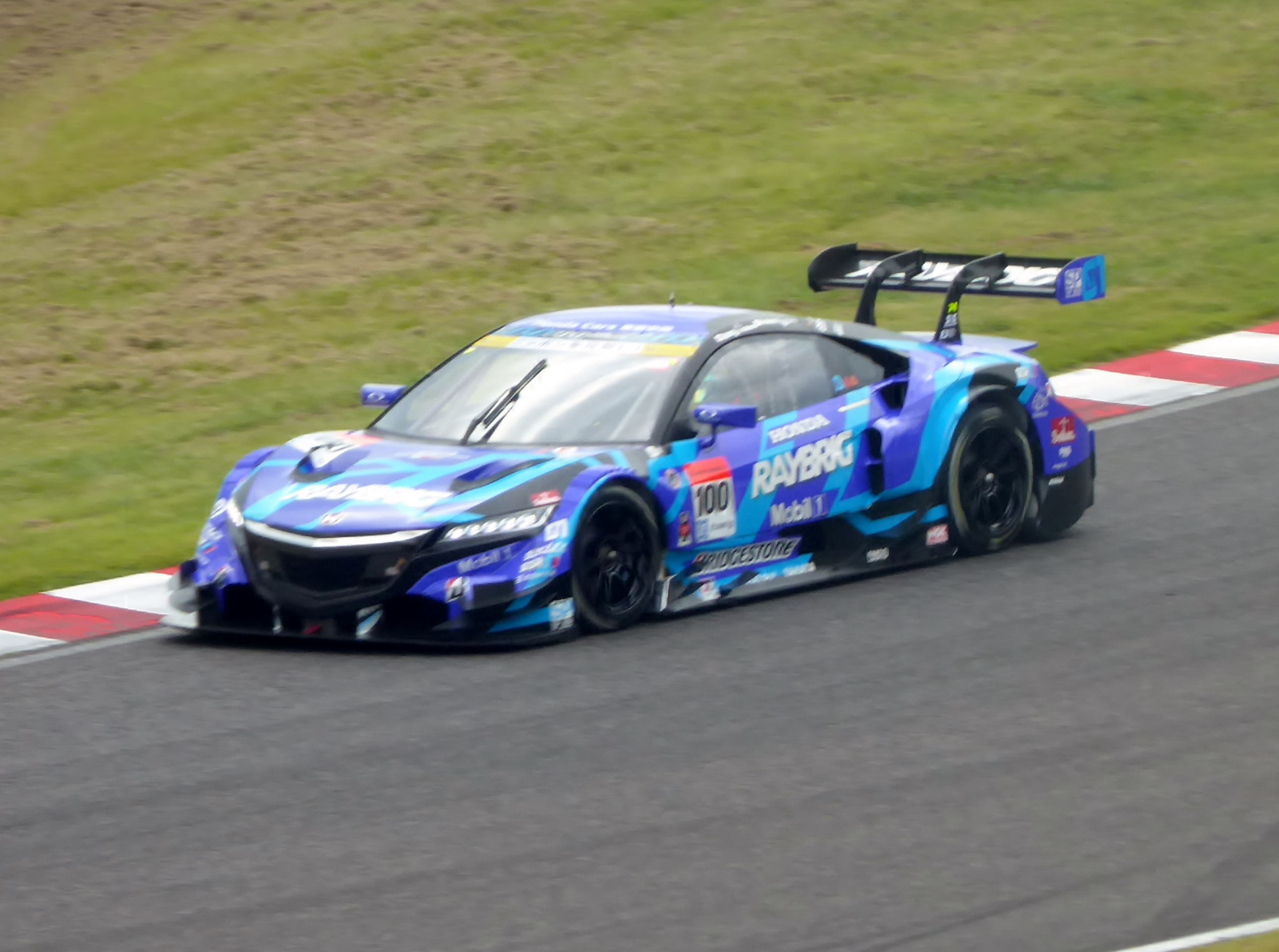
Naoki Yamamoto nel 2016 su una NSX alla 1000 chilometri di Suzuka

Yamamoto debutta nel campionato Super GT  nel 2010, guidando una Honda HSV-010 GT per il Team Kunimitsu. Ha ottenuto un podio al suo debutto a Suzuka. Nelle due stagioni successive ha ottenuto altri tre podi ed è stato quinto nella classifica piloti nel 2012,il miglior risultato per un pilota Honda in quella stagione. Nel 2013 Yamamoto è passato al team Dome Racing, nel 2014 ha vinto al Fuji conquistando la prima vittoria per la nuova Honda NSX Concept-GT.
Yamamoto è tornato al Team Kunimitsu nel 2015, nel 2018 in coppia con Jenson Button, arrivano secondi a Okayama e Suzuka, e ha vinto a Sugo. A fine stagione si laureano campioni per la prima volta. Nel 2020 Yamamoto in coppia con Tadasuke Makino, ha ottenuto tre podi e una vittoria al Fuji e ha vinto il campionato per la seconda volta.
Nel 2021 la Honda conferma Yamamoto insieme a Makino ancora con il team Kunimitsu. Dopo la prima gara deludente il duo conquista due quarti posti e sul Circuito di Motegi la loro prima vittoria stagionale. L'equipaggio conquista solo un altro podio a Sugo e chiudono la stagione al terzo posto in classifica. Nel 2022 continua nella serie sempre in coppia con Makino, il duo ottengono due secondi posti e una vittoria sul Circuito di Motegi. Il team chiude terzo come l'anno precedente.

### Formula 1
Nel corso della prima sessione di prove libere del Gran Premio del Giappone 2019, ha preso il posto di Pierre Gasly alla Scuderia Toro Rosso, facendo così, all'età di 31 anni, il suo debutto nella massima serie. La sua presenza è stata possibile grazie ad una deroga concessa dal Consiglio Mondiale della FIA, non avendo ancora il punteggio necessario per ottenere la Superlicenza.

## Risultati

### Riassunto della carriera
| Serie         | Gare | Vittorie | Podi | Punti | Titoli               |
| Super Formula | 109  | 9        | 20   | 351   | 3 (2013, 2018, 2020) |
| Super GT      | 103  | 7        | 28   | 671   | 2 (2018, 2020)       |

### Risultati completi Formula Nippon/Super Formula
(legenda) (Le gare in grassetto indicano la pole position) (Le gare in corsivo indicano Gpv)
| Anno | Team                  | 1       | 2       | 3       | 4       | 5       | 6       | 7       | 8       | 9       | 10    | Punti | Pos. |
| ---- | --------------------- | ------- | ------- | ------- | ------- | ------- | ------- | ------- | ------- | ------- | ----- | ----- | ---- |
| 2010 | Nakajima Racing       | SUZ 7   | MOT 5   | FUJ 7   | MOT 4   | SUG Rit | AUT 5   | SUZ 6   | SUZ 5   |         |       | 20.5  | 7°   |
| 2011 | Team Mugen            | SUZ Rit | AUT 5   | FUJ 9   | MOT 14  | SUZ C   | SUG 11  | MOT 12  | MOT Rit |         |       | 5     | 11°  |
| 2012 | Team Mugen            | SUZ 7   | MOT 7   | AUT 9   | FUJ 12  | MOT Rit | SUG 14  | SUZ 15  | SUZ Rit |         |       | 4     | 11°  |
| 2013 | Team Mugen            | SUZ 4   | AUT 3   | FUJ 3   | MOT 8   | SUG 3   | SUZ 1   | SUZ 3   |         |         |       | 37    | 1°   |
| 2014 | Team Mugen            | SUZ 11  | FUJ Rit | FUJ 5   | FUJ 5   | MOT 15  | AUT 7   | SUG 7   | SUZ 7   | SUZ 6   |       | 14.5  | 9°   |
| 2015 | Team Mugen            | SUZ 15  | OKA 4   | FUJ 12  | MOT 8   | AUT 7   | SUG 2   | SUZ 14  | SUZ 1   |         |       | 26    | 5°   |
| 2016 | Team Mugen            | SUZ 1   | OKA 5   | FUJ Rit | MOT 8   | OKA 10  | OKA 6   | SUG 14  | SUZ 19  | SUZ Rit |       | 15.5  | 8°   |
| 2017 | Team Mugen            | SUZ 2   | OKA 5   | OKA 8   | FUJ Rit | MOT 13  | AUT 16  | SUG 18  | SUZ C   | SUZ C   |       | 10.5  | 9°   |
| 2018 | Team Mugen            | SUZ 1   | AUT C   | SUG 1   | FUJ 8   | MOT 7   | OKA 10  | SUZ 1   |         |         |       | 38    | 1°   |
| 2019 | Team Dandelion Racing | SUZ 2   | AUT 2   | SUG 1   | FUJ 11  | MOT 9   | OKA 7   | SUZ 5   |         |         |       | 33    | 2°   |
| 2020 | Team Dandelion Racing | MOT 13  | OKA 6   | SUG 3   | AUT 2   | SUZ 1   | SUZ Rit | FUJ 5   |         |         |       | 62    | 1°   |
| 2021 | Nakajima Racing       | FUJ 6   | SUZ 8   | AUT 9   | SUG 12  | MOT 12  | OKA Rit | SUZ 9   |         |         |       | 13    | 13°  |
| 2022 | Nakajima Racing       | FUJ 14  | FUJ 12  | SUZ 9   | AUT 14  | SUG 12  | FUJ 9   | MOT 1   | MOT 16  | SUZ 11  | SUZ 6 | 32    | 10°  |
| 2023 | Nakajima Racing       | FUJ 4   | FUJ 15  | SUZ 11  | AUT 9   | SUG 13  | FUJ 7   | MOT Rit | SUZ     | SUZ     |       | 14    | 13°  |
| 2024 | PONOS Nakajima Racing | SUZ 3   | AUT 4   | SUG NP  | FUJ 10  | MOT 4   | FUJ 8   | FUJ Rit | SUZ 7   | SUZ 6   |       | 41    | 8°   |

*Stagione in corso

### Risultati completi Super GT
(legenda) (Le gare in grassetto indicano la pole position) (Le gare in corsivo indicano Gpv)
| Anno | Team           | macchina             | Classe | 1       | 2       | 3       | 4       | 5       | 6       | 7      | 8      | Punti | Pos. |
| ---- | -------------- | -------------------- | ------ | ------- | ------- | ------- | ------- | ------- | ------- | ------ | ------ | ----- | ---- |
| 2010 | Team Kunimitsu | Honda HSV-010 GT     | GT500  | SUZ 3   | OKA 8   | FUJ 10  | SEP 5   | SUG 8   | SUZ 3   | FUJ C  | MOT 6  | 40    | 8°   |
| 2011 | Team Kunimitsu | Honda HSV-010 GT     | GT500  | OKA 2   | FUJ 12  | SEP 7   | SUG 7   | SUZ Rit | FUJ 5   | AUT 14 | MOT 4  | 37    | 9°   |
| 2012 | Team Kunimitsu | Honda HSV-010 GT     | GT500  | OKA 2   | FUJ 2   | SEP 6   | SUG 8   | SUZ 11  | FUJ 12  | AUT 8  | MOT 9  | 43    | 5°   |
| 2013 | Dome Racing    | Honda HSV-010 GT     | GT500  | OKA 5   | FUJ 10  | SEP 4   | SUG Rit | SUZ 1   | FUJ 5   | AUT 5  | MOT 7  | 56    | 4°   |
| 2014 | Dome Racing    | Honda NSX Concept-GT | GT500  | OKA 5   | FUJ 10  | AUT 7   | SUG 8   | FUJ 1   | SUZ 3   | BUR 5  | MOT 3  | 64    | 4°   |
| 2015 | Team Kunimitsu | Honda NSX Concept-GT | GT500  | OKA 2   | FUJ Rit | CHA Rit | FUJ 5   | SUZ 5   | SUG 1   | AUT 11 | MOT 3  | 60    | 3°   |
| 2016 | Team Kunimitsu | Honda NSX Concept-GT | GT500  | OKA 10  | FUJ Rit | SUG 10  | FUJ 3   | SUZ 7   | CHA 10  | MOT 10 | MOT 12 | 20    | 14°  |
| 2017 | Team Kunimitsu | Honda NSX-GT         | GT500  | OKA Rit | FUJ 6   | AUT 3   | SUG 9   | FUJ 8   | SUZ 3   | CHA 7  | MOT 5  | 45    | 7°   |
| 2018 | Team Kunimitsu | Honda NSX-GT         | GT500  | OKA 2   | FUJ 9   | SUZ 2   | CHA 11  | FUJ 5   | SUG 1   | AUT 5  | MOT 3  | 78    | 1°   |
| 2019 | Team Kunimitsu | Honda NSX-GT         | GT500  | OKA 15  | FUJ 3   | SUZ 13  | CHA 12  | FUJ 2   | AUT Rit | SUG 8  | MOT 6  | 37    | 8°   |
| 2020 | Team Kunimitsu | Honda NSX-GT         | GT500  | FUJ 6   | FUJ 5   | SUZ 2   | MOT 5   | FUJ 5   | SUZ Rit | MOT 3  | FUJ 1  | 69    | 1°   |
| 2021 | Team Kunimitsu | Honda NSX-GT         | GT500  | OKA 8   | FUJ 4   | SUZ 1   | MOT 4   | SUG 2   | AUT 6   | MOT 12 | FUJ 14 | 60    | 3°   |
| 2022 | Team Kunimitsu | Honda NSX-GT         | GT500  | OKA 2   | FUJ 5   | SUZ 9   | FUJ 8   | SUZ 11  | SUG 8   | AUT 2  | MOT 1  | 62    | 3°   |
| 2023 | Team Kunimitsu | Honda NSX-GT         | GT500  | OKA 12  | FUJ 2   | SUZ 5   | FUJ 6   | SUZ 7   | SUG Rit | AUT    | MOT    | 31    | 11°  |

*Stagione in corso.

### Risultati in Formula 1
| 2019 | Scuderia   | Vettura |  |  |  |  |  |  |  |  |  |  |  |  |  |  |  |  |    |  |  |  |  | Punti | Pos. |
| ---- | ---------- | ------- |  |  |  |  |  |  |  |  |  |  |  |  |  |  |  |  | -- |  |  |  |  | ----- | ---- |
| 2019 | Toro Rosso | STR14   |  |  |  |  |  |  |  |  |  |  |  |  |  |  |  |  | SP |  |  |  |  |       |      |

| Legenda | 1º posto     | 2º posto | 3º posto    | A punti         | Senza punti/Non class.  | Grassetto – Pole position Corsivo – Giro più veloce |
| Legenda | Squalificato | Ritirato | Non partito | Non qualificato | Solo prove/Terzo pilota | Grassetto – Pole position Corsivo – Giro più veloce |